# Historisches Rathaus Wesel

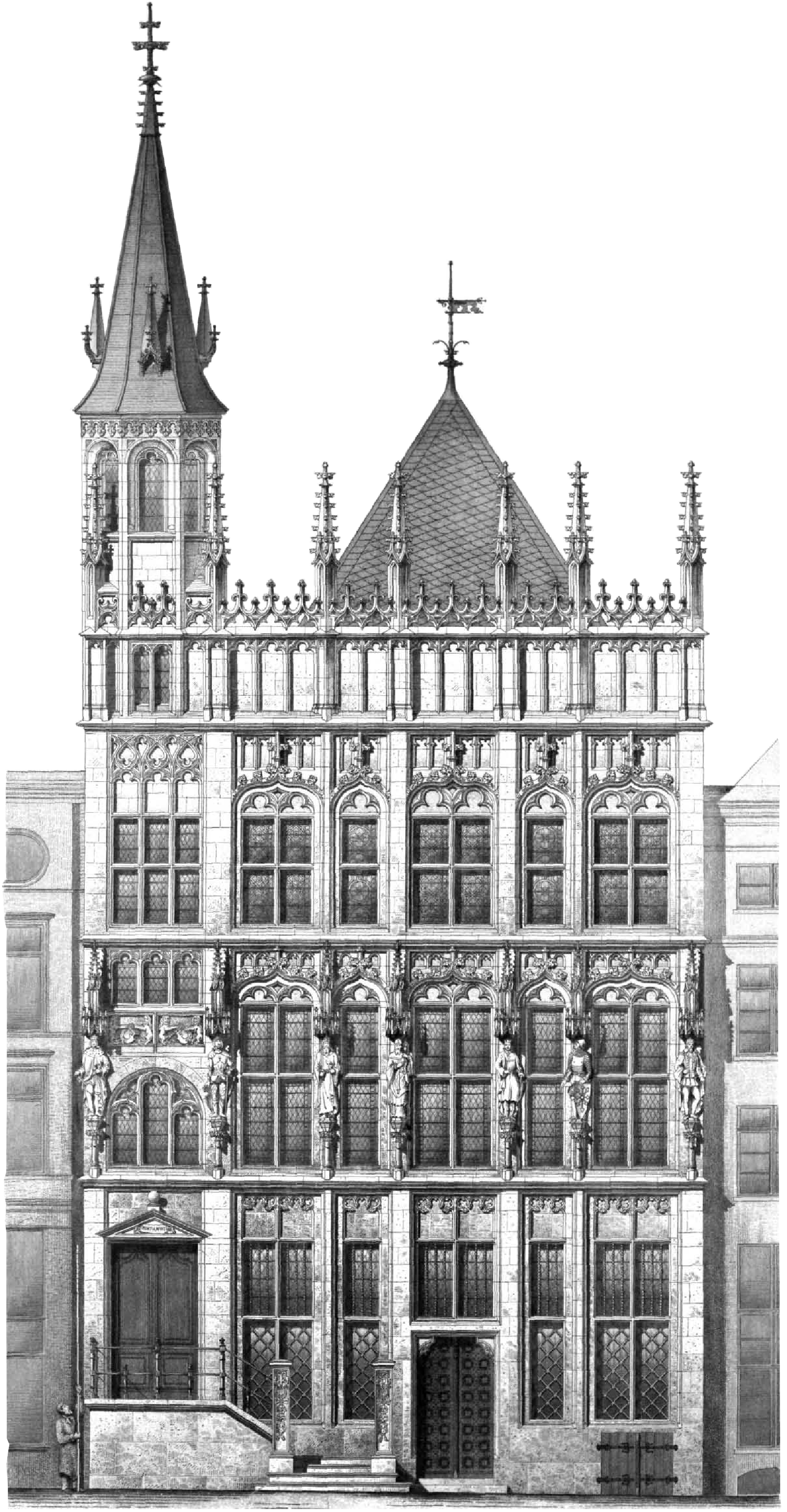
Fassade des Rathauses, Bauaufnahme 1897 durch Paul Lehmgrübner

Das Historische Rathaus der Stadt Wesel war eines der wichtigsten historischen Bauwerke und das Wahrzeichen der Stadt. Das in der Mitte des 15. Jahrhunderts errichtete und 1698/1700 erweiterte gotische Rathaus am Großen Markt wurde im Zweiten Weltkrieg zerstört. 2011 wurde die Fassade durch eine Bürgerstiftung rekonstruiert.

## Geschichte
Die Hauptbauzeit des Rathauses fiel in die Zeit von 1455 bis 1500. Dabei nutzte man zwei vorhandene Gebäude, indem man eine feingliedrige Schmuckfassade im Stil der flämischen Spätgotik vorbaute. 1700 erweiterte man den so entstandenen Komplex linkerseits durch Türmchen und Treppe. Zum Markt erhielt der Anbau eine Freitreppe und ein Portal. Bis zu der weitgehenden Zerstörung des ursprünglichen Bauwerkes im Zweiten Weltkrieg galt es als eines der bedeutendsten Baudenkmäler sowie einer der wertvollsten Profanbauten der Gotik.
Die Bürgerinitiative Historisches Rathaus Wesel e. V. sammelte seit 2003 Geld für die Rekonstruktion der Fassade des spätgotischen Rathauses. Von 2010 bis 2011 rekonstruierte die Bürgerstiftung Historisches Rathaus Wesel die Fassade des herausragenden Bauwerks, die vor Bestandsbauten geblendet wurde. In den Jahren 2015–2017 wurden die noch fehlenden Figuren an der Beletage der Schaufassade rekonstruiert. Der Wiederaufbau des restlichen Baukörpers und weiterer Bauten am einst bedeutenden Marktplatz wird angestrebt.

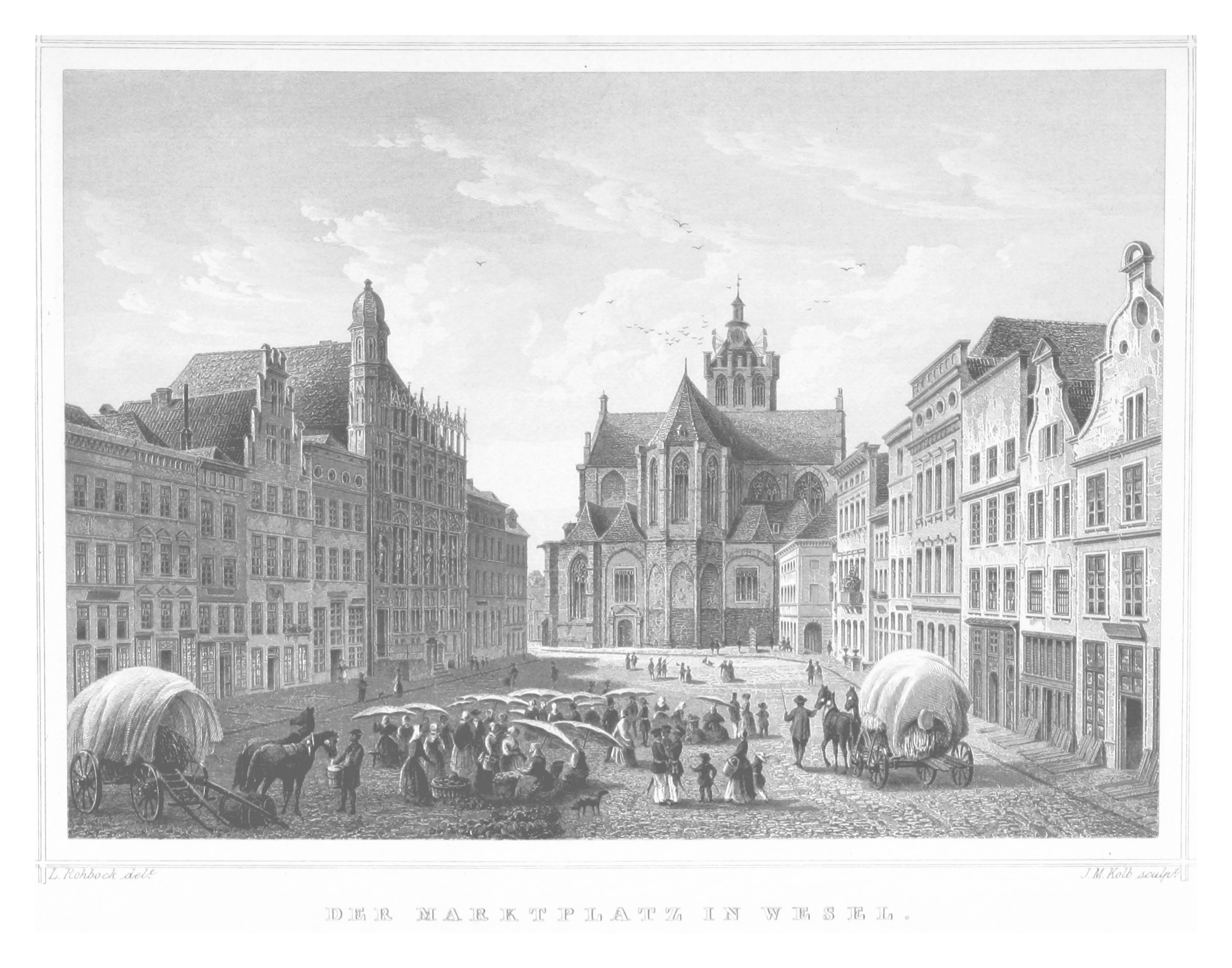
Weseler Marktplatz mit Rathaus (mittig links) um 1852
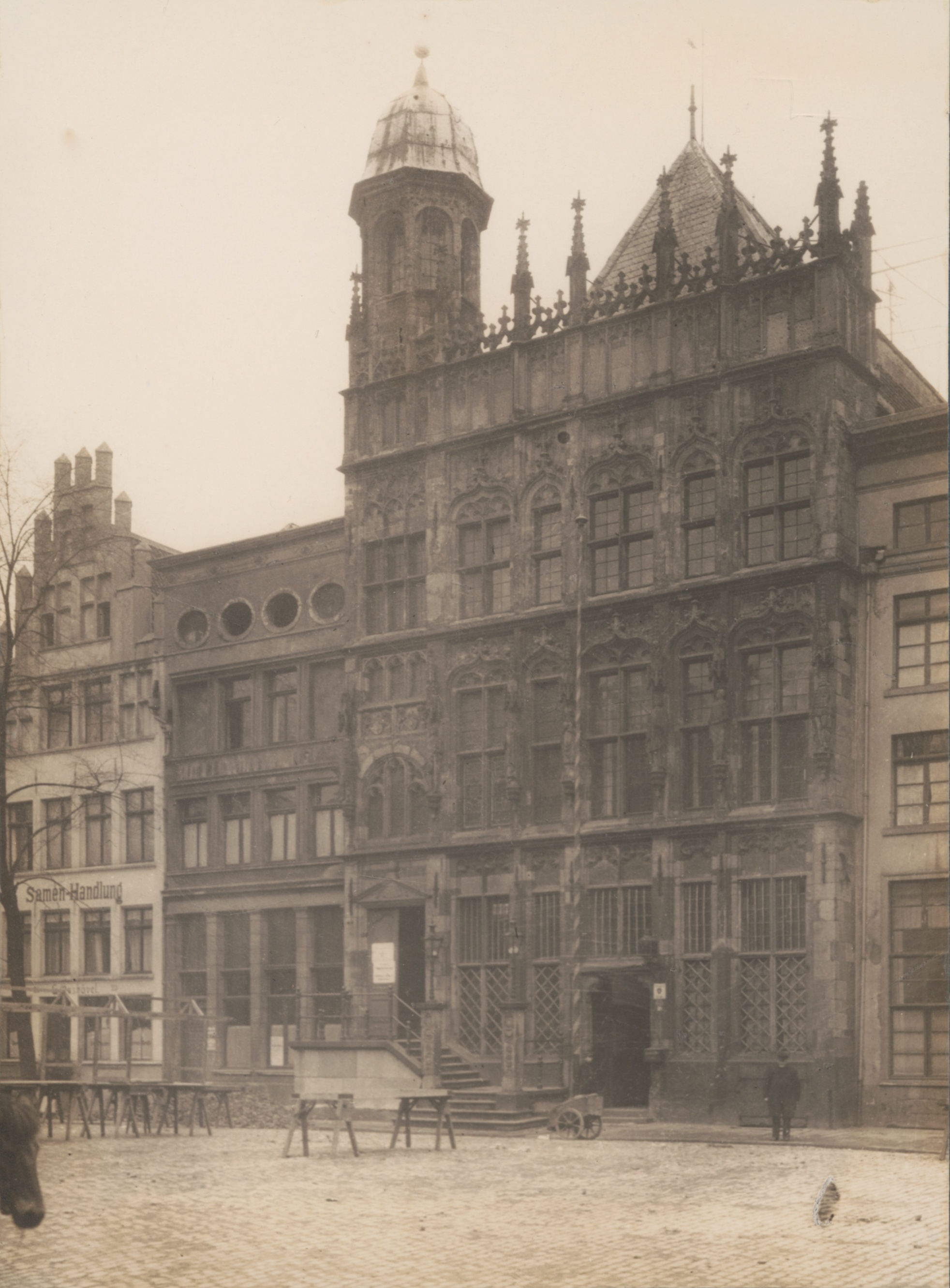
1915, historisches Foto von Erwin Quedenfeldt
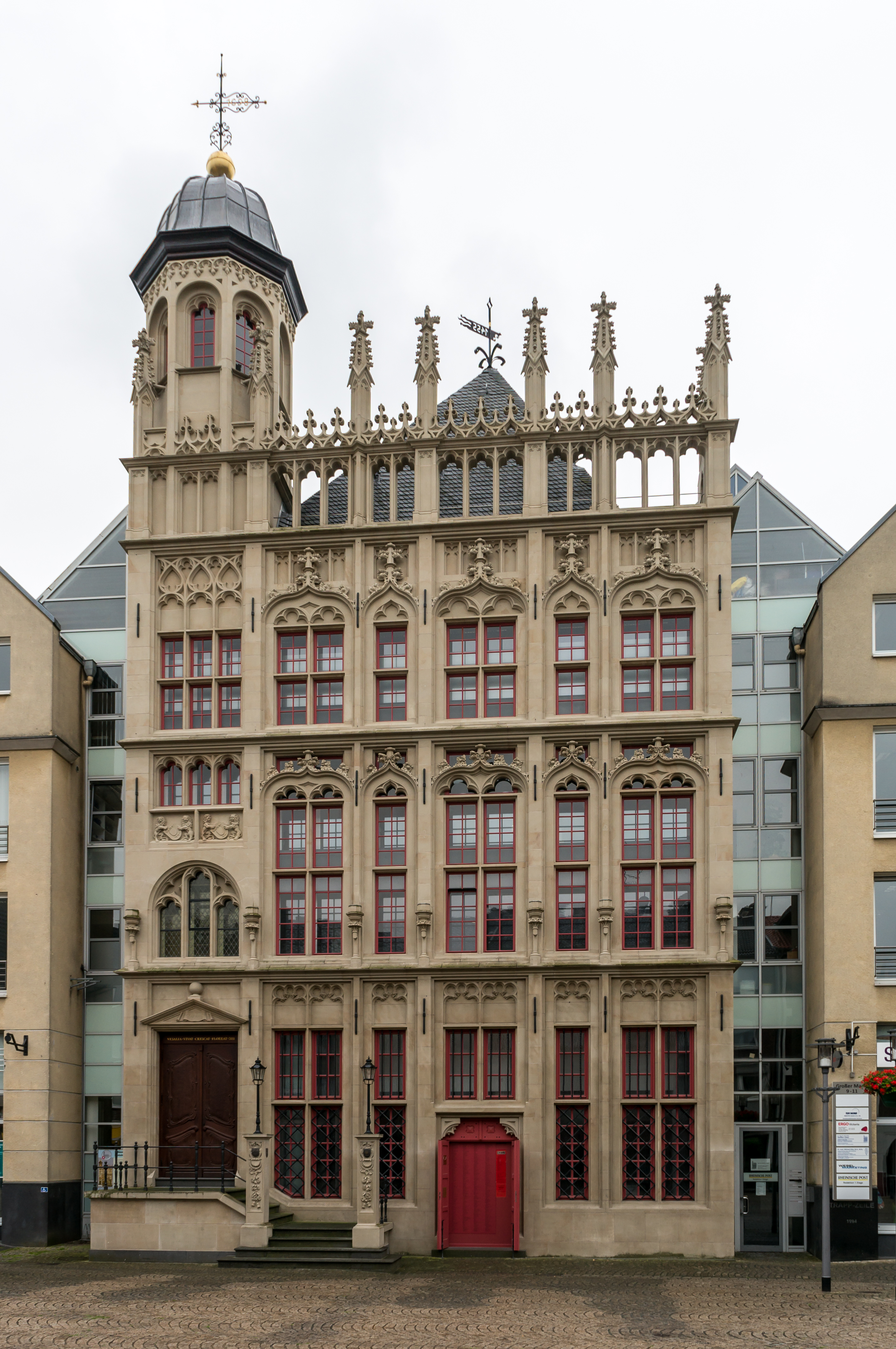
2011 rekonstruierte Fassade des Weseler Rathauses, im Juni 2014
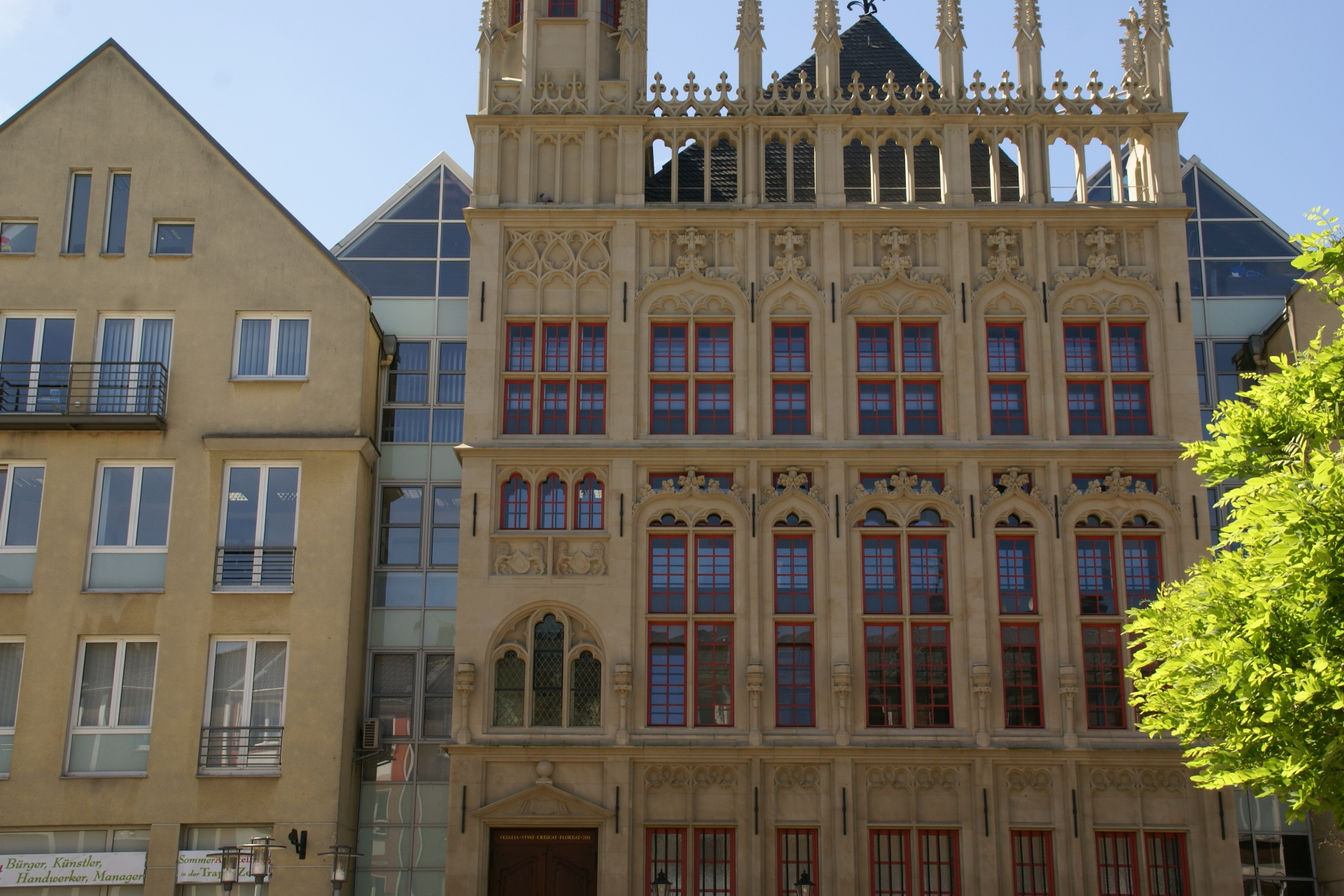
Detail der rekonstruierten gotischen Fassade
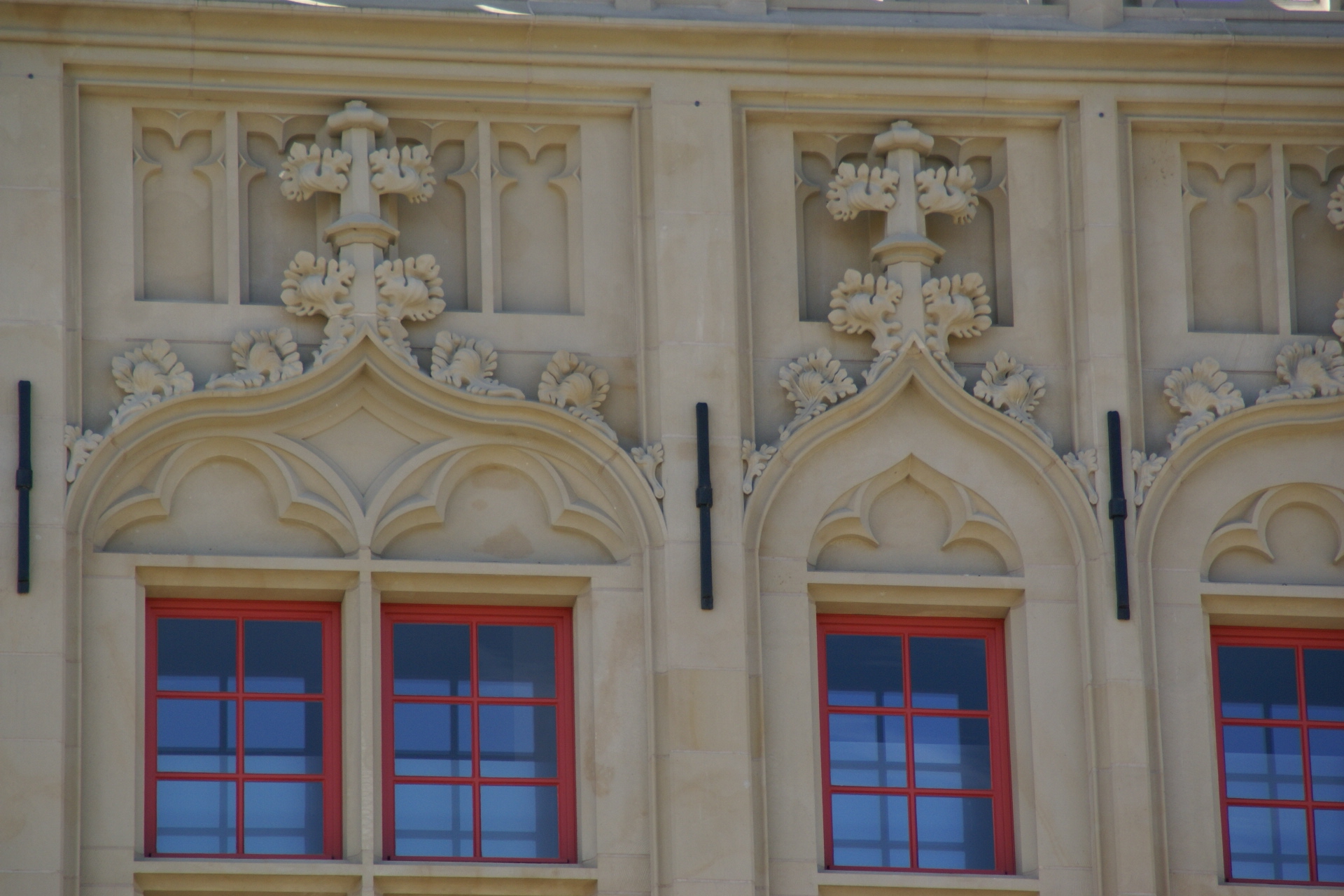
Fassadendetail
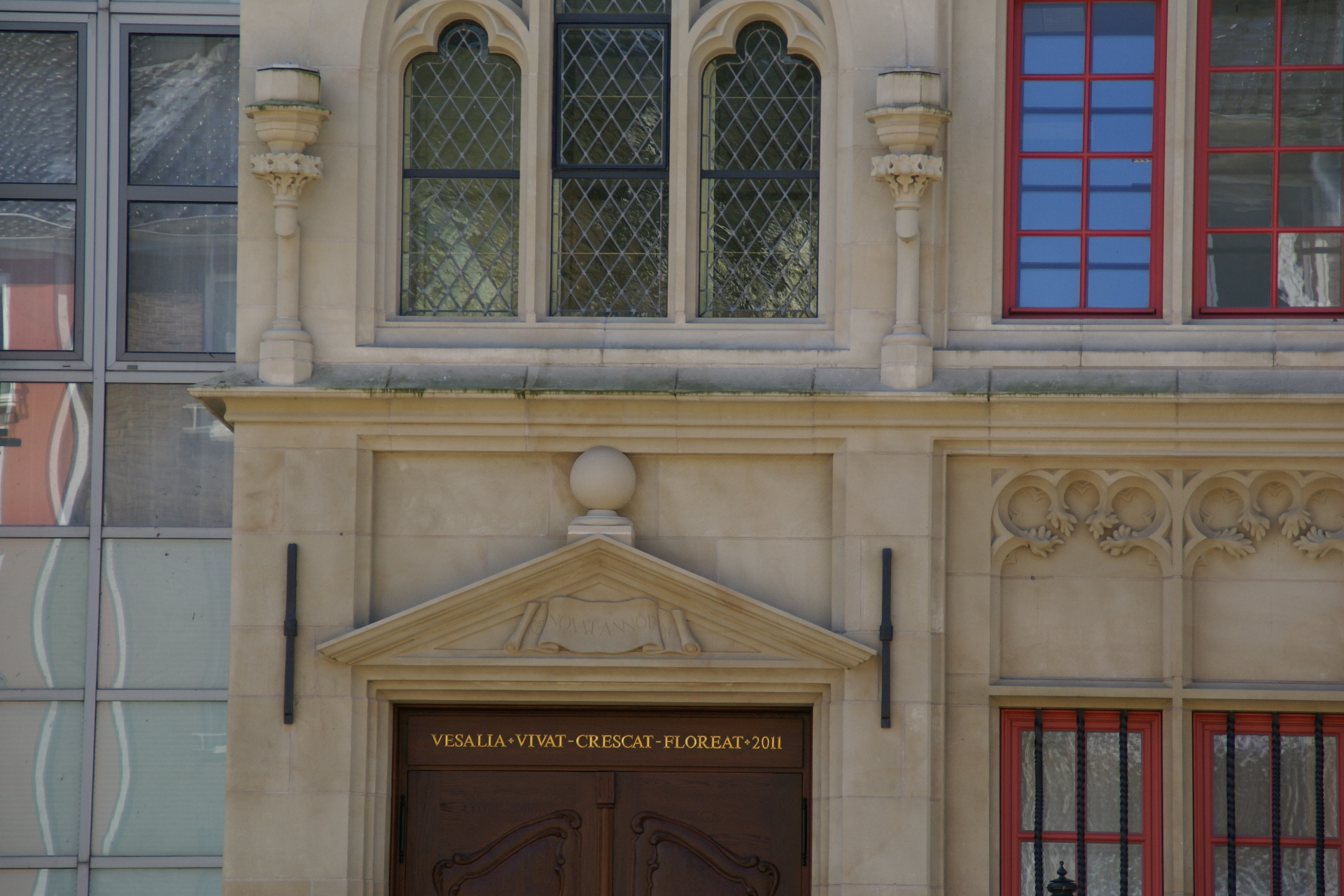
Portalbereich